# タテオシアン
タテオシアン（TATEOSSIAN ）は、イギリス・ロンドンにある宝飾ブランド、会社である。

## 概要
クウェート生まれのロバート・タテオシアンはウォートン・スクールを卒業後、投資銀行で働いていたが、1990年11月に宝飾デザイナーに転身。自身の名を冠したブランドを立ち上げた。
創業当初はカフリンクス専門ブランドだったが、後にブレスレットや指輪なども手がけている。2015年現在、世界71ヶ国に展開している。

## 沿革
- 1990年：ロバート・タテオシアンによってロンドンにて創業。
- 1999年：アメリカ・ニューヨークの5番街にショールームをオープンする。
- 2000年：香港のレーンクロフォードの一角に直営店をオープン。
- 2001年：イギリス・ロンドンの旧王立取引所に旗艦店をオープン。
- 2004年：イギリス・ロンドンのキングス・ロードに第二の旗艦店をオープンし、チェルシー・ハーバーのインペリアル・ウォールに本社を移転する。
- 2006年：シンガポールのオーチャード・ロードに直営店をオープン。
- 2007年：ロシア・モスクワのツム百貨店の一角に直営店をオープン。
- 2008年：イギリス・ロンドンのウエストフィールドに直営店をオープン。
- 2010年：イギリス・ロンドンのコンジット通りに第四の旗艦店をオープン。
- 2011年：アルメニア・エレバンのマシュトツ通りに初の国際的な独立店をオープン。
- 2013年：カナダ・トロントのハリー・ローゼンの一角に直営店をオープン。